# Armando Javier Hernández
Armando Javier Hernández (* 27. Februar 1974 in Mexiko-Stadt) ist ein ehemaliger mexikanischer Fußballspieler auf der Position eines Verteidigers.

## Laufbahn
Armando Hernández begann seine Laufbahn im Nachwuchsbereich seines Heimatvereins Atlante. Als Profi stand er anschließend bei den im Großraum von Mexikos zweitgrößter Stadt Guadalajara beheimateten Vereinen Atlas Guadalajara und UAG Tecos unter Vertrag. Nach dem Gewinn des einzigen Meistertitels in der Vereinsgeschichte der Tecos (1993/94) wechselte Hernández zum Puebla FC, bei dem er bis 1999 unter Vertrag stand.

## Erfolge
- Mexikanischer Meister: 1993/94